# Евростат
Евростат (англ. Eurostat) — статистическая служба Европейского союза, занимающаяся сбором статистической информации по странам-членам ЕС и гармонизацией статистических методов используемых данными странами. Офис Eurostat находится в Люксембурге.

## История и функции
Евростат был основан в 1953 году как статистическая служба Европейского объединения угля и стали. Со временем список задач службы расширился и в 1958 году на её основе был сформирован генеральный директорат. Основной задачей директората было снабжение других генеральных директоратов Еврокомиссии, а также иных европейских институтов, статистической информацией, необходимой для формирования, реализации и анализа проводимой ими политики.
С развитием Евросоюза большее значение стало придаваться задаче гармонизации статистических методов, используемых странами-членами ЕС, а также странами-кандидатами. Евростат не занимается непосредственным сбором статистических данных — эта работа выполняется статистическими службами стран. Собранная национальными службами информация обрабатывается Евростатом, приводится к единым стандартам и публикуется. Евростат тесно сотрудничает с национальными службами статистики стран ЕС в целях выработки единых статистических стандартов.
В 2004—2006 генеральным директором службы был Гюнтер Ханрайх (Günther Hanreich). Его предшественник — Michel Vanden Abeele — обнаружил в 2004 году, что статистическая информация, предоставленная правительством Греции, была подвержена сильным манипуляциям. На основе этих неверных данных Греция была принята в 2000 году в еврозону.
С 2017 генеральный директор Евростата Мариана Коцева.
Генеральному директору Евростата подчиняются семь директоров, ответственных за разные области деятельности:
- ресурсы
- статистические методы и инструменты; публикации
- государственная и общеевропейская статистика
- экономика и региональная статистика
- сельское хозяйство и экология; сотрудничество
- социальная статистика и информационное сообщество
- бизнес-статистика

Каждые 10 лет в годы, оканчивающиеся на 1, страны Евросоюза проводят перепись.